# Abazi (monnaie)
L’abazi est une ancienne monnaie géorgienne en argent, émise à partir du début du XVIIe siècle et jusqu'au début du XIXe siècle.
Son nom provient du mot iranien abbasi, qui qualifiait une monnaie d'argent émise sous le souverain séfévide Abbas Ier (1587-1629), qui entreprit de dominer le futur royaume de Kartl-Kakhétie.
L'abazi, mis en place sous le règne de Héraclius II, était divisé en 10 bisti ou 40 puli (mot signifiant « cuivre »). Un abazi valait 200 dinars.
Les premiers abazis frappés à Tbilissi pesaient 7,8 g d'argent d'une grande pureté. Des pièces de 2 abazis, et de 1 et ½ abazi sont produites. Une tentative de papier monétaire échoue. En 1801, le poids de 1 abazi d'argent tombe à 3,15 g. À cette époque, le Kartl-Kakhétie est rattachée à l'Empire russe. Entre 1804 et 1833, l'Empire accorde à Tbilissi un privilège d'émissions monétaires spécifique. Deux types de pièces sont frappées, en argent, avec la mention Kartuli tetri (« argent géorgien ») et en cuivre, avec la mention Kartuli puli (« cuivre géorgien »). Après 1833, le taux de conversion avec le rouble impérial russe est établi à 5 abazis contre un. Les monnaies géorgiennes continuèrent de circuler jusque dans les années 1860.